# 13-15 rue Cognacq-Jay
L'immeuble situé aux numéros 13-15 de la rue Cognacq-Jay à Paris est un des sites historiques de la télévision en France. Il a accueilli successivement les studios de Fernsehsender Paris (1942-1944), RDF Télévision française (1944-1949), RTF Télévision (1949-1964), la Première chaîne de l'ORTF (1964-1975), TF1 (1975-1992), et de 1996 à 2020, Cognacq-Jay Image, filiale du diffuseur historique de la télévision française TDF.
Cette adresse porte une très importante charge symbolique liée à sa contribution aux débuts et à l'histoire de la télévision française au XXe siècle. Elle a été rendue célèbre auprès du public par l'expression « À vous Cognacq-Jay » prononcée anciennement par les speakers, reporters et journalistes rendant l'antenne aux studios parisiens.

## Histoire
Le premier site de la télévision en France se situerait au 103 rue de Grenelle (7e arrondissement), où, dès novembre 1935, furent émis ses premiers programmes réguliers sous l'impulsion du ministre des Postes Georges Mandel et de l'ingénieur René Barthélemy, comme semble l'attester une plaque commémorative apposée en 1985 par Louis Mexandeau, ministre des Postes.

### La période de l'occupation (1943-1944)
Durant l'occupation de Paris, l'officier Kurt Hinzmann, ancien directeur des programmes de la télévision de Berlin, propose la remise en service de l'émetteur de télévision de la Tour Eiffel afin de diffuser aux frais de l’État français un programme destiné à distraire les soldats allemands hospitalisés. Il recherche lui-même les futurs studios et repère un dancing faisant partie du défunt parc d'attractions Magic City, fondé par Ernest Cognacq, situé au 176-180 rue de l'Université : la salle de danse du premier étage est suffisamment vaste pour être transformée en studio de télévision. L'immeuble du Magic City n'est pas suffisamment grand pour accueillir les ateliers de construction de décors, les télécinémas, les services de maintenance et les bureaux. Mais derrière lui, se trouve un garage abandonné pouvant servir d'atelier, qui jouxte un immeuble de huit étages, La Familiale de l'Alma, une pension de famille située au numéros 13-15 de la rue Cognacq-Jay, qui peut servir aux services administratifs et techniques. Les autorités allemandes l'annexent et en font la façade de Fernsehsender Paris. Ces lieux ont l'avantage d'être proches de la tour Eiffel, ce qui résout les problèmes de liaison avec l'émetteur (les câbles coaxiaux ne peuvent dépasser quelques centaines de mètres sans déperdition de la qualité d'image).
Cet ensemble immobilier est réquisitionné par la préfecture de la Seine et l'administration française s'en porte acquéreur au nom de la Radiodiffusion nationale. Le propriétaire de la pension de famille est définitivement exproprié en juillet 1943. Fernsehsender Paris y produit et diffuse ses programmes du 7 mai 1943 au 12 août 1944. L'unique studio de télévision est composé de l'ancienne salle de danse du Magic-City, dont la scène est transformée en forme de V afin de permettre un recul des caméras pour des prises de vues plus larges. La régie de diffusion est installée au troisième étage de l'immeuble de La Familiale de l'Alma. Les Allemands entreprennent de construire un second studio de télévision qui reste inachevé à leur départ le 17 août 1944, lorsqu'ils s'en vont en laissant aux Français une station de télévision opérationnelle parmi les plus performantes du monde.

### L'après-guerre (1944-1949)
Cela permet à la télévision française d'être la première en Europe à reprendre ses émissions, dès le 1er octobre 1944, mais par intermittence et en circuit fermé, car les Américains interdisent l'utilisation de l'émetteur de la tour Eiffel jusqu'au 1er octobre 1945.
Sur décision de Jean Guignebert, directeur de la Radiodiffusion nationale, l'immeuble dans lequel avait fonctionné Fernsehsender Paris prend le nom de Centre Alfred Lelluch en 1945. Les travaux du studio 2 s'achèvent en janvier 1945. Ce studio de 200 m2 comporte une fosse creusée afin de pouvoir tourner des scènes aquatiques. Le grand studio installé dans l'ex Magic-City devient le studio 1.
En 1947, un programme de réhabilitation de l'ensemble immobilier situé entre la rue Cognacq-Jay et la rue de l'Université prévoit de surélever le bâtiment principal et d'aménager six studios ainsi qu'un espace scénique de plein air, sur la terrasse. Faute de moyens financiers, la Radiodiffusion française renonce à ce projet d'envergure et se voit même contrainte de louer le studio 2 à des producteurs de cinéma pour des tournages de films. Ainsi, le cinéaste Marcel Aboulker y tourne quelques plans de son film Les Pieds-nickelés.

### La RTF et l'ORTF (1949-1974)
La création de la Radiodiffusion-télévision française permet d'obtenir davantage de crédits et de mettre en œuvre une partie des travaux nécessaires à l'adaptation du bâtiment aux nécessités du développement de la télévision. L'implantation et les aménagements effectués par la RTF seront conservés par l'ORTF.
Initialement conçu pour exploiter une unique chaîne de télévision, le centre Alfred Lelluch abrite également à partir de décembre 1963 les studios et la régie de diffusion de la deuxième chaîne, puis, à partir de décembre 1972, de la troisième chaîne. À la suite de l'ouverture des studios des Buttes-Chaumont, Cognacq-Jay se consacre à l'information et le studio 1 est divisé en deux parties, l'une pour le journal télévisé de la première chaîne, l'autre pour celui de la deuxième chaîne.

### Après la dissolution de l'ORTF (1975)
À la suite de la suppression de l'ORTF le 1er janvier 1975, le centre perd son nom et devient le siège social de la société nationale de programme Télévision française 1 (TF1). Les deux autres sociétés nationales de programme (Antenne 2 et FR3) quittent la rue Cognacq-Jay pour s'établir dans leur propre siège social. Toutefois, Antenne 2 continue d'utiliser les studios 2 et 4 pour la production de son journal télévisé et Antenne 2 et France Régions 3 y conservent leurs régies de diffusion à laquelle s'ajoute en 1982 celle de la nouvelle société nationale de programme RFO. La chaîne francophone TV5 y installe son siège en 1984 sur deux étages et demi. En juillet 1985, Antenne 2 cède 40 % de ses droits immobiliers sur l'immeuble Lelluch à TF1 pour un montant de 27 millions de francs.
Jusqu’en 1986, les murs étaient volontiers tapissés de tracts. La CGT y était majoritaire. Après la privatisation de TF1, les tracts syndicaux ont disparu des murs, remplacés par les résultats quotidiens de l’audimat, jusque dans les ascenseurs.
Les magnétos de diffusion (BVH, BVU, Betacart) ainsi que la maintenance étaient effectivement gérés par TDF pour les régies finales.
Privatisée en avril 1987, TF1 reste dans les locaux le temps de la construction de son nouveau siège social à Boulogne-Billancourt, qu'elle rejoint en juin 1992. En 1984, la régie finale d'Antenne 2 puis France 2 s'installe avenue Montaigne, ainsi que ses studios baptisés 20 et 40 et France 3 quitte Cognacq-Jay pour la rue Varet dans le 15e arrondissement de Paris. TV5 Monde quitte la mythique adresse fin juillet 2006. Seules restent des chaînes du câble, du satellite et de la TNT qui y partagent les plateaux, les caméras et les régies de Cognacq-Jay Image.

### Fin de la télévision sur le site
En septembre 2020, Cognacq-Jay Image déménage pour rejoindre Issy-les-Moulineaux,. Les dernières chaînes présentes (LCP - Public Sénat) quittent les lieux la même année.
Après l'arrêt des activités audiovisuelles sur le site, les antennes dédiées ont été démontées en décembre 2020 et le bâtiment a été vendu à un fonds américain.

#### Une plaque commémorative au 15 Rue Cognacq-Jay
Le 24 mai 2024, sur proposition du journaliste de France Télévisions Jean-Yves Loes, le Conseil de Paris adopte à l'unanimité la pose d'une plaque au 13/15 Rue Cognacq-Jay en souvenir du premier Journal Télévisé Français lancé par Pierre Sabbagh le 29 juin 1949. Une plaque pour se rappeler aussi que cet immeuble où résonne encore le célèbre « À Vous Cognacq-Jay ! » accueillit de 1944 à 1992 les mythiques studios de l'Histoire de notre télévision.

## Organisation du bâtiment

### Centre Alfred Lelluch (1945-1975)

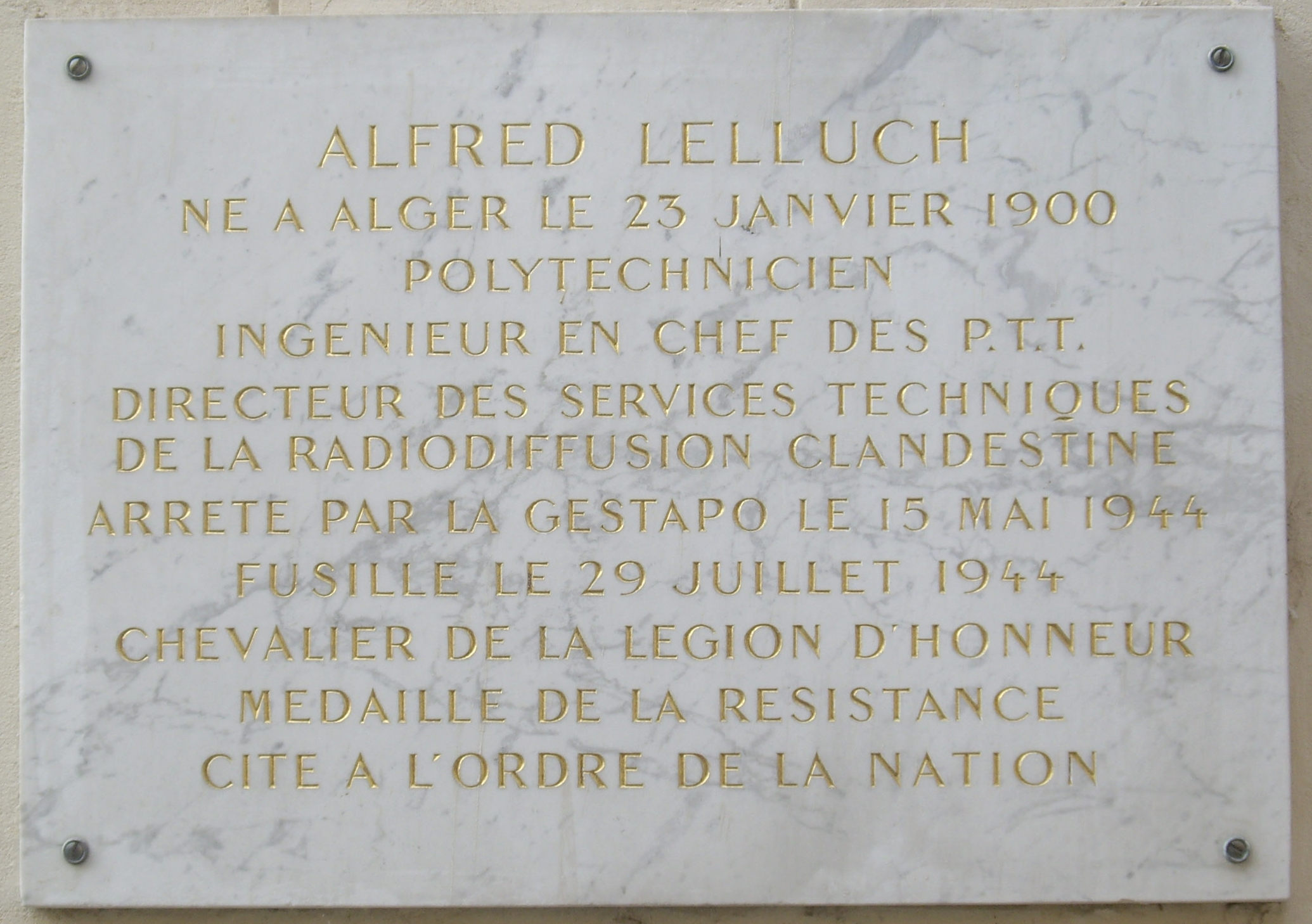
Plaque commémorative à Alfred Lelluch au 15 rue Cognacq-Jay.

La direction de la télévision, les studios, régies et locaux techniques sont répartis entre les huit étages du Centre Alfred Lelluch. Les services d'exploitation de la télévision occupent les différents niveaux du sous-sol au quatrième étage. Les bureaux et la direction sont situés dans les étages supérieurs.
Au rez-de-chaussée du 13-15 rue Cognacq-Jay se trouve le laboratoire de développement des films qui développe les films tournés sur pellicule inversible 16 mm (dont les films d'actualité, les dramatiques, les documentaires et toutes les émissions qui ne sont pas diffusées en direct). On y trouve également la salle des télécinémas et, entre celle-ci et le laboratoire, le studio 2 qui est affecté aux émissions légères, variétés et magazines, comme Rendez-vous avec... et Discorama.
Le premier et le deuxième étages sont occupés par les équipes techniques de l'information, dont les cadreurs reporters, chauffeurs, preneurs de son et monteurs s'activent tous pour construire le Journal télévisé.
Le troisième étage est un étage névralgique. Il abrite le troisième studio du centre, le studio 8, construit au début des années 1950. Dans un de ses angles se trouvent la pendule de la RTF et les panneaux d'indicatifs, dans un autre angle la cabine des speakerines d'où sont présentés les programmes et un dernier secteur est réservé au Journal télévisé. Un studio est aussi affecté aux correspondant des télévisions étrangères qui viennent commenter l'actualité française dans le cadre des échanges internationaux de programmes d'information. À la fin des années 1950, la coordination des programmes installe à cet étage la régie finale, véritable passerelle de commandement qui assure l'enchaînement des programmes diffusés sur RTF Télévision.
Le cinquième étage est l'étage des journalistes qui prêtent leurs voix, puis leur visage au Journal télévisé.
Le sixième étage est l'étage des ingénieurs et techniciens.
Au septième étage se trouve la direction des programmes.
Le service de la décoration et la cantine occupent le huitième et dernier étage.
L'antenne émettrice est placée sur la terrasse au-dessus du huitième étage.

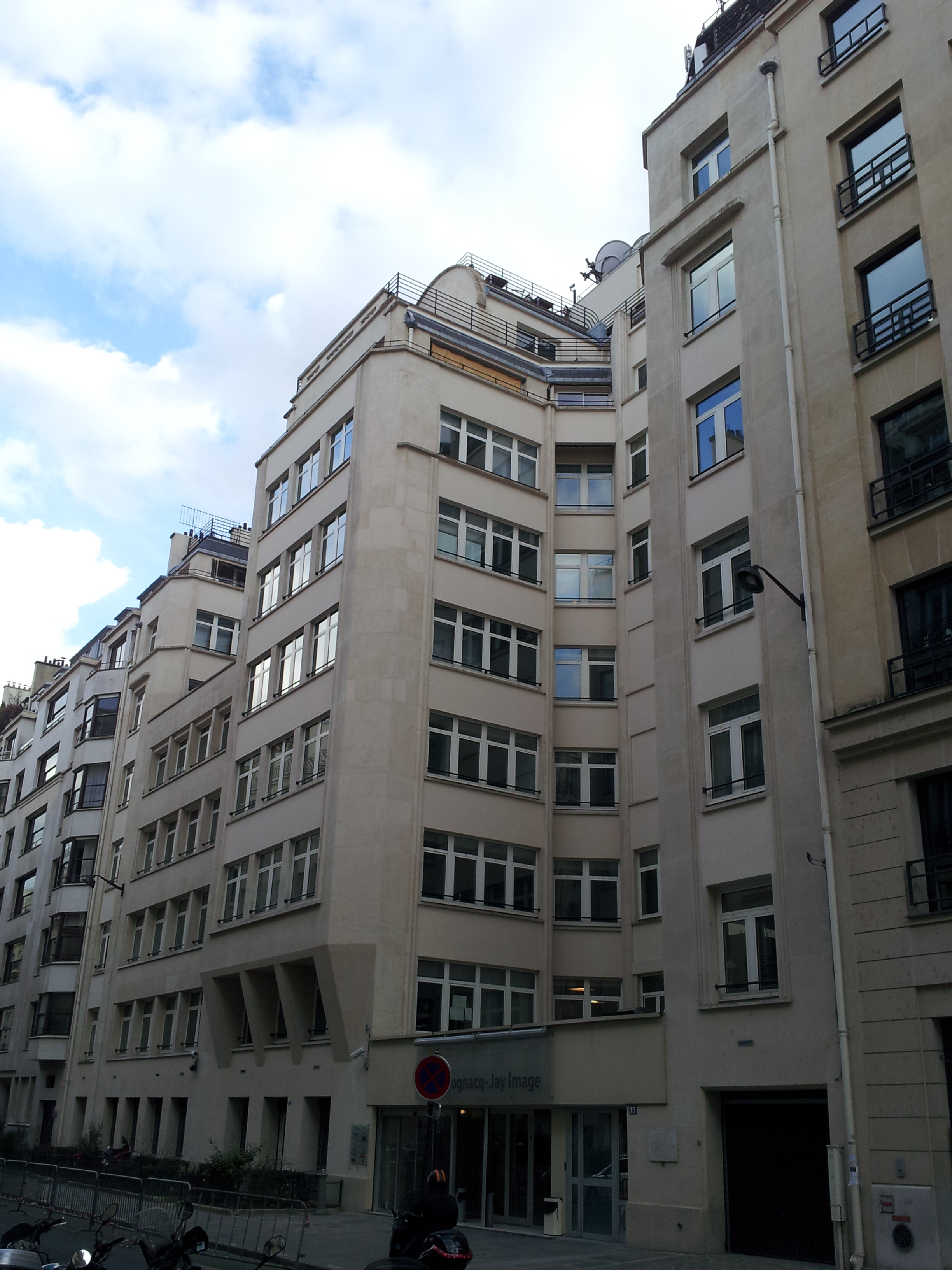
Entrée du 13-15 rue Cognacq-Jay.
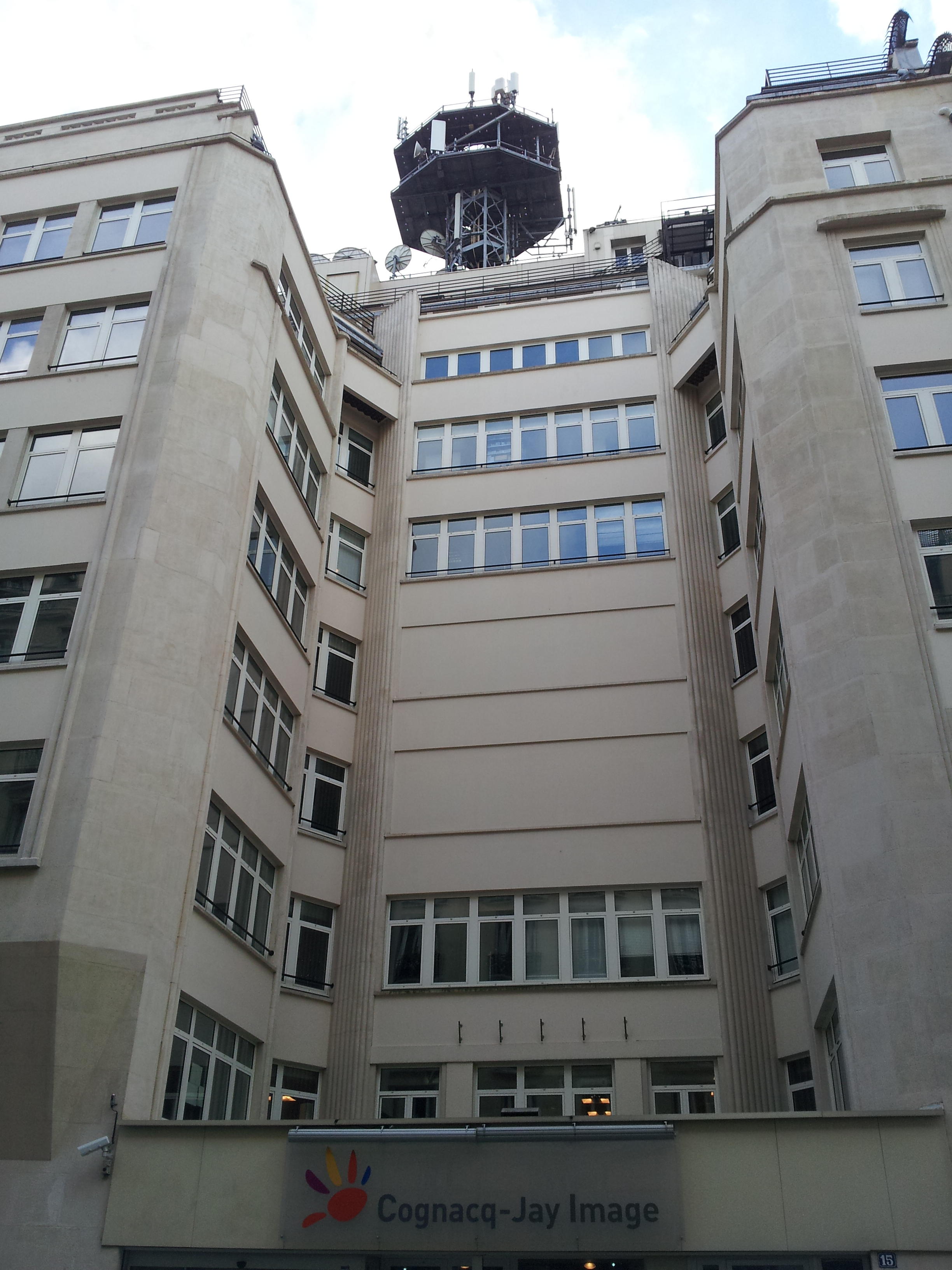
Entrée du 13-15 rue Cognacq-Jay avec vue de l'antenne sur la terrasse.
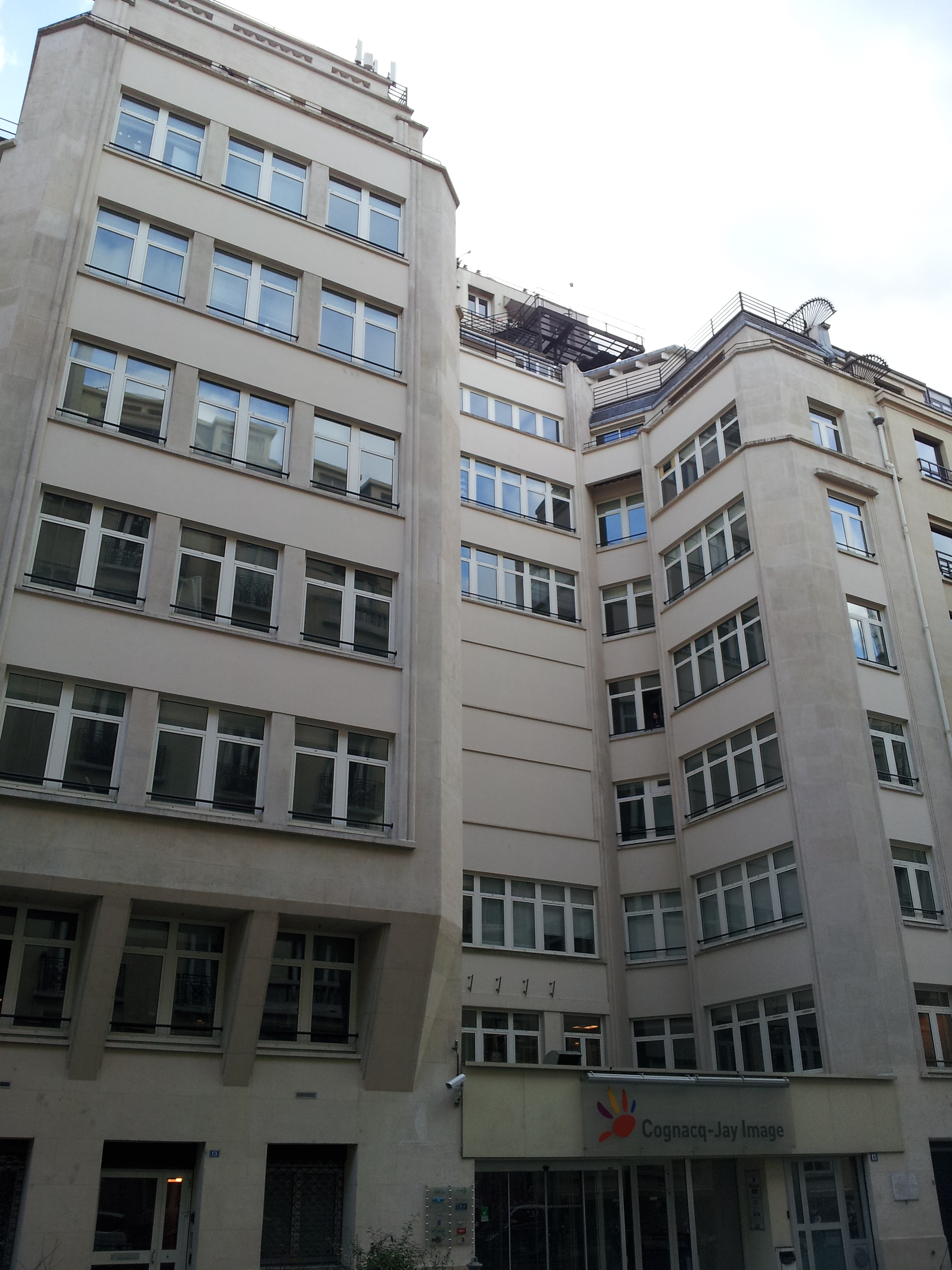
Entrée du 13-15 rue Cognacq-Jay.
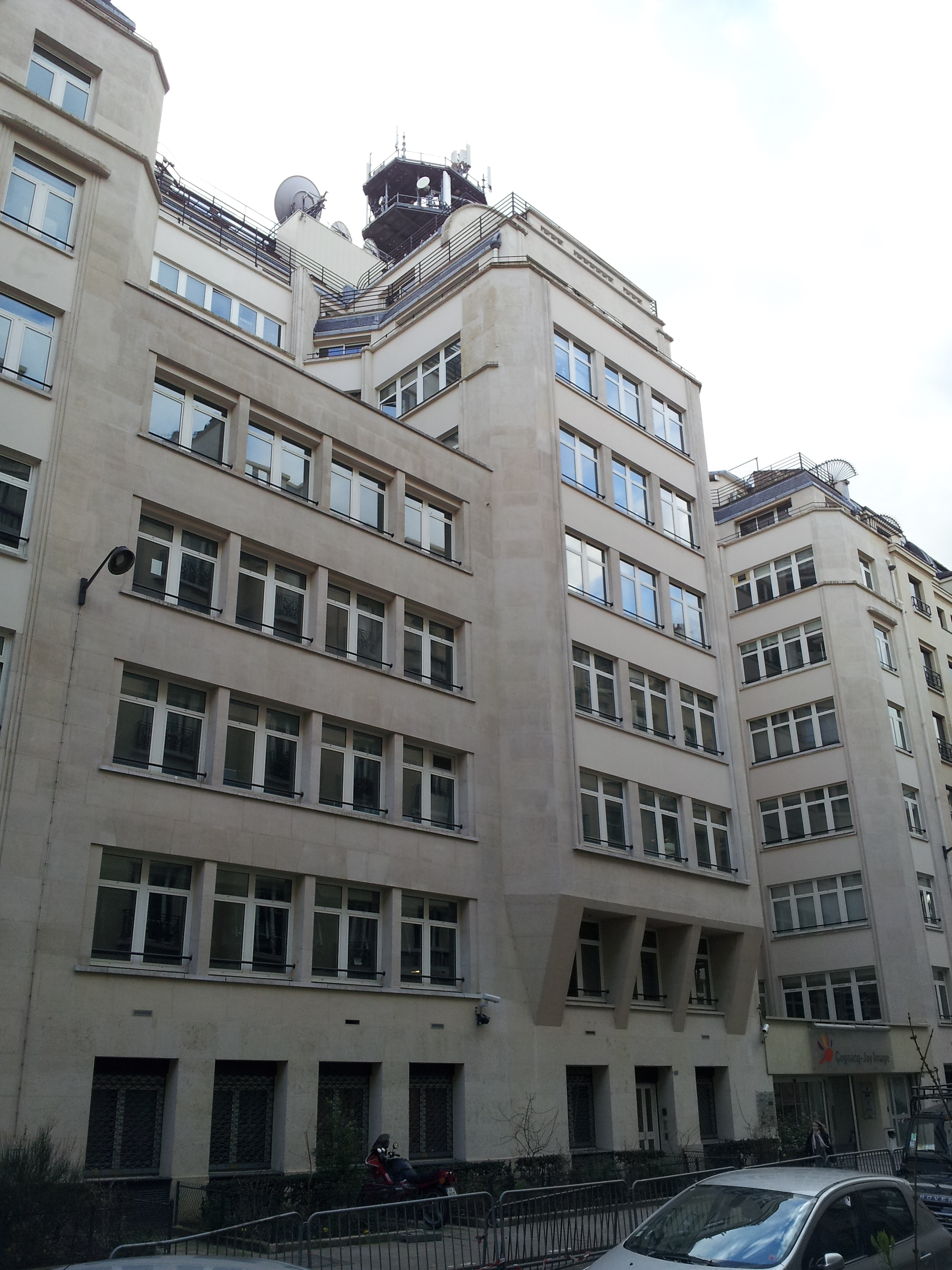
Façade du 13-15 rue Cognacq-Jay.
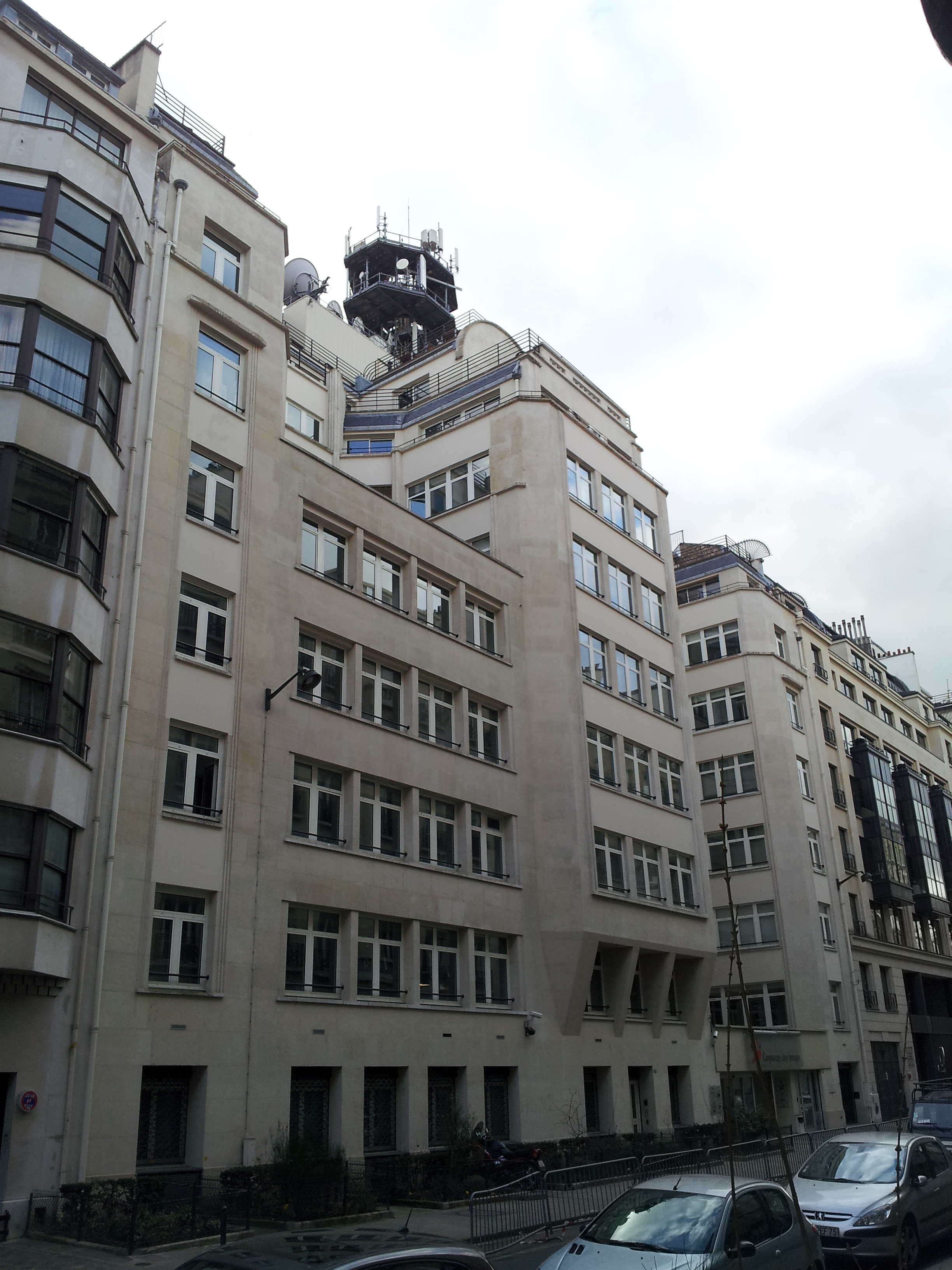
Façade du 13-15 rue Cognacq-Jay.

## Chaînes de télévision ayant occupé l'immeuble
- Fernsehsender Paris (1943-1944) : siège social / régie de diffusion
- RDF Télévision française (1944-1949) : régie de diffusion
- RTF Télévision (1949-1964) : régie de diffusion
- RTF Télévision 2 (1963-1964) : régie de diffusion
- Première chaîne de l'ORTF (1964-1975) : régie de diffusion
- Deuxième chaîne de l'ORTF (1964-1975) : régie de diffusion
- Troisième chaîne de l'ORTF (1972-1975) : régie de diffusion
- TF1 (1975-1993) : siège social / régie de diffusion (BP2) / production du JT (1975-1992)
- Antenne 2 (1975-1992) : régie de diffusion / production du JT (BP10)
- France Régions 3 (1975-1992) : régie de diffusion (BP3)
- RFO (1982-2002) : siège social / régie de diffusion
- TV5 Monde (1984-2006) : siège social / régie de diffusion
- M6 (01/03/1987-30/08/1992) : régie de diffusion puis départ Neuilly-sur-Seine (CLT M6 Série Club RTL TV et RTL-TVI puis Club RTL)
- France 2 et France 3 (1992-1994) : régie de diffusion puis départ rue Varet pour France 3 et avenue Montaigne pour France 2
- La Cinquième : régie de diffusion (1994-2000 puis Noël 2001-Jour de l'an 2002 entre fin décembre et janvier)
- Motors TV : régie de diffusion
- RMC Sport : siège social / régie de diffusion
- MCE : régie de diffusion
- RMC Story : régie de diffusion (2012-2018)
- Monté-Carlo TMC : régie de diffusion (1993-2004)
- Game One : régie de diffusion
- Cap 24 [8](2008-2010)
- Chaînes Lagardère Active (Gulli, Canal J, Tiji, MCM, ...) : régie de diffusion (jusqu'au déménagement du site puis jusqu'en avril 2024 avant déménagement dans la régie du Groupe M6)
- C8 et CStar (jusqu'en janvier 2013) : régie de diffusion

### Évolutions des régies finales de la3eChaine de l'ORTF, FR3 et de France 3 à Cognacq-Jay
- De 1972 au début des années 1980 → Première régie finale manuelle analogique équipée de télécinéma.
- Du début de 1980 à 1994 → Deuxième version de la régie finale toujours avec enchaînements manuels avec diffusion sur des cassettes Béta SP.